# Lebbeus grandimanus
Lebbeus grandimanus is een garnalensoort uit de familie van de Hippolytidae. De wetenschappelijke naam van de soort is voor het eerst geldig gepubliceerd in 1907 door Bražnikov.